# Drukarnia Kongregacji Propagandy Wiary
Drukarnia Kongregacji Propagandy Wiary (Tipografia Poliglotta della Congregazione di Propaganda Fide) – rzymska drukarnia założona w 1626 roku.
Drukarnia pracowała dla Kongregacji Propagandy Wiary. Została założona przez papieża Urbana VIII w 1626 roku. W 1627 roku otrzymała zasoby typograficzne drukarni watykańskiej kardynała Ferdynanda Medyceusza zwanej Tipografia Medicea Linguarum Externarum zamkniętej w 1614 roku. Była wspomagana licznymi darami m.in. przez cesarza Ferdynanda II. Jako jedna z nielicznych posiadała 15 rodzajów czcionek orientalnych. W jej murach w latach 1758–1766 pracował jako zecer Giambattista Bodoni, twórca czcionki pism wschodnich. W 1879 roku z pod prasy drukarni mogły wychodzić pisma w 180 językach.
Drukarnia co jakiś czas wydawała spisy drukowanych przez nią pozycji. W 1910 roku została połączona z inną drukarnią istniejącą od 1587 roku: Stamperia Vaticana i przybrała nazwę Tipografia Poliglotta Vaticana.